# La Voyeuse interdite
La Voyeuse interdite est le premier roman de Nina Bouraoui publié le 1er mars 1991 aux éditions Gallimard et ayant obtenu le Prix du Livre Inter la même année. 

## Résumé
C'est l'histoire d'une fille en Algérie, décrivant sa famille, sa situation, son appartement et peut-être surtout la rue au-dehors qu'elle étudie sans fin. Le roman balance entre réalisme et une fantaisie surréelle mais expressive, et souligne l'étroitesse de la vie de la jeune fille. Le livre se termine sur une réunion de parentes qui la préparent à son mariage, et son départ de la maison familiale.

## Éditions
- La Voyeuse interdite, éditions Gallimard, 1991  (ISBN 2-07-072168-X)